# Багратион-Имеретинский, Дмитрий Георгиевич
Князь Дмитрий Георгиевич Багратион-Имеретинский (1799/1800 — 6 ноября 1845) — генерал-майор русской императорской армии, командир лейб-гвардии Гродненского гусарского полка.

## Биография
Из рода царей Имеретии. Отец — Георгий (1778—1807), внук царя Соломона Великого. Мать — княжна Дареджан Ростомовна Эристави-Шервашидзе (из рода Эристави-Гурийских). Старший брат — Александр, генерал от кавалерии и генерал-адъютант.
В 1811 году прибыл из Закавказского края в Петербург для определения в Пажеский корпус, откуда, по окончании курса, в 1816 году был выпущен, в чине корнета, в Литовский уланский полк, а в январе следующего года переведён в лейб-гвардии Уланский полк. В рядах последнего, дослужившись уже до чина ротмистра и командуя эскадроном, принял участие в походе против Турции 1828—1829 годов. Находясь во многих делах кампании, он успел обратить на себя внимание личною храбростью и распорядительностью, в особенности же в самостоятельно произведённой им усиленной рекогносцировке расположения 30-тысячной армии паши Омера-Врионе, и в сражении у реки Камчик. С орденом Святой Анны 2-й степени и чином полковника, полученными им за боевые отличия, по окончании военных действий возвратился с полком в Петербург.
Здесь в 1830 году, по выступлении гвардии в Польшу, на него было возложено формирование полковых резервов; в 1833 году он получил в командование Курляндский уланский полк и 1 августа 1836 года был произведён в генерал-майоры, с назначением состоять по кавалерии и при бывшем инспекторе всей поселенной кавалерии — графе И. О. Витте. 6 декабря того же года князь был назначен командиром 1-й бригады 2-й уланской дивизии, за отличное состояние которой награждён в 1837 году орденом Святого Станислава 1-й степени. 6 декабря 1837 года получил в командование лейб-гвардии Гродненский гусарский полк и ровно год спустя назначен командиром 2-й бригады 2-й лёгкой гвардейской кавалерийской дивизии. 
22 сентября 1845 года князь был назначен командующим 2-й легкой кавалерийской дивизией, но тяжёлая болезнь привела его к кончине и помешала ему явиться к новому месту служения. Похоронен на кладбище Александро-Невской лавры.

## Награды
Российской империи:
- Орден Святой Анны 2-й степени (20 ноября 1828)[3]
- Орден Святого Станислава 1-й степени (1837)
- Орден Святой Анны 1-й степени (6 декабря 1839); императорская корона к ордену (6 декабря 1841)
- Орден Святого Георгия 4-й степени (№ 6684; 3 декабря 1842)
- Орден Святого Владимира 2-й степени (6 декабря 1843)

Иностранных государств:
- Орден Красного орла 2-го класса со звездой (1 июля 1842, королевство Пруссия)

## Семья
Жена (с 1842 года) — Ольга Валериановна Стройновская (1824—1853), дочь сенатора графа Валериана Венедиктовича Стройновского (1759—1834) от брака с Екатериной Александровной Буткевич (1800—1867); падчерица генерал-лейтенанта Е. А. Зурова. По словам родственника, Ольга Валерьяновна была одной из лучших женщин своего времени; внешне очень похожая на отца своего, она подобно ему обладала твердым, светлым умом и страстно любила искусство и литературу. Скончалась от чахотки в Париже и была похоронена рядом с мужем. Оставила двух малолетних сыновей:
- Александр (29.08.1843[6]—1880)
- Дмитрий (24.03.1846[7]—1885), крещен 31 марта 1846 года в Придворном соборе Зимнего дворца, крестник князя А. Г. Багратиона.